# مکس‌دیتا
مکس‌دیتا (انگلیسی: Maxdata) شرکت فناوری اطلاعات آلمانی است، که در سال ۱۹۸۷ تأسیس شد.